# Sånt är livet (sång av Niklas Strömstedt)
"Sånt är livet" är en sång skriven av Niklas Strömstedt. Den finns med på hans studioalbum Långt liv i lycka från 1997, men utgavs också som singel 1996. Sånt är livet var den första singeln från albumet. Låten skrevs för Colin Nutleys film med samma namn.
Singeln gavs ut på CD med låten "Ta mig dit" som B-sida, även den skriven av Strömstedt.
Sånt är livet låg sex veckor på Svenska singellistan, med en 38:e plats som bästa placering. Den låg tio veckor på Svensktoppen 1997 mellan den 15 februari och 25 april, med en andraplats som bästa placering.

## Låtlista
1. "Sånt är livet"
2. "Ta mig dit"

## Listplaceringar
| Lista (1997) | Topplacering |
| ------------ | ------------ |
| Sverige      | 38           |